# Dama (Skulptur)

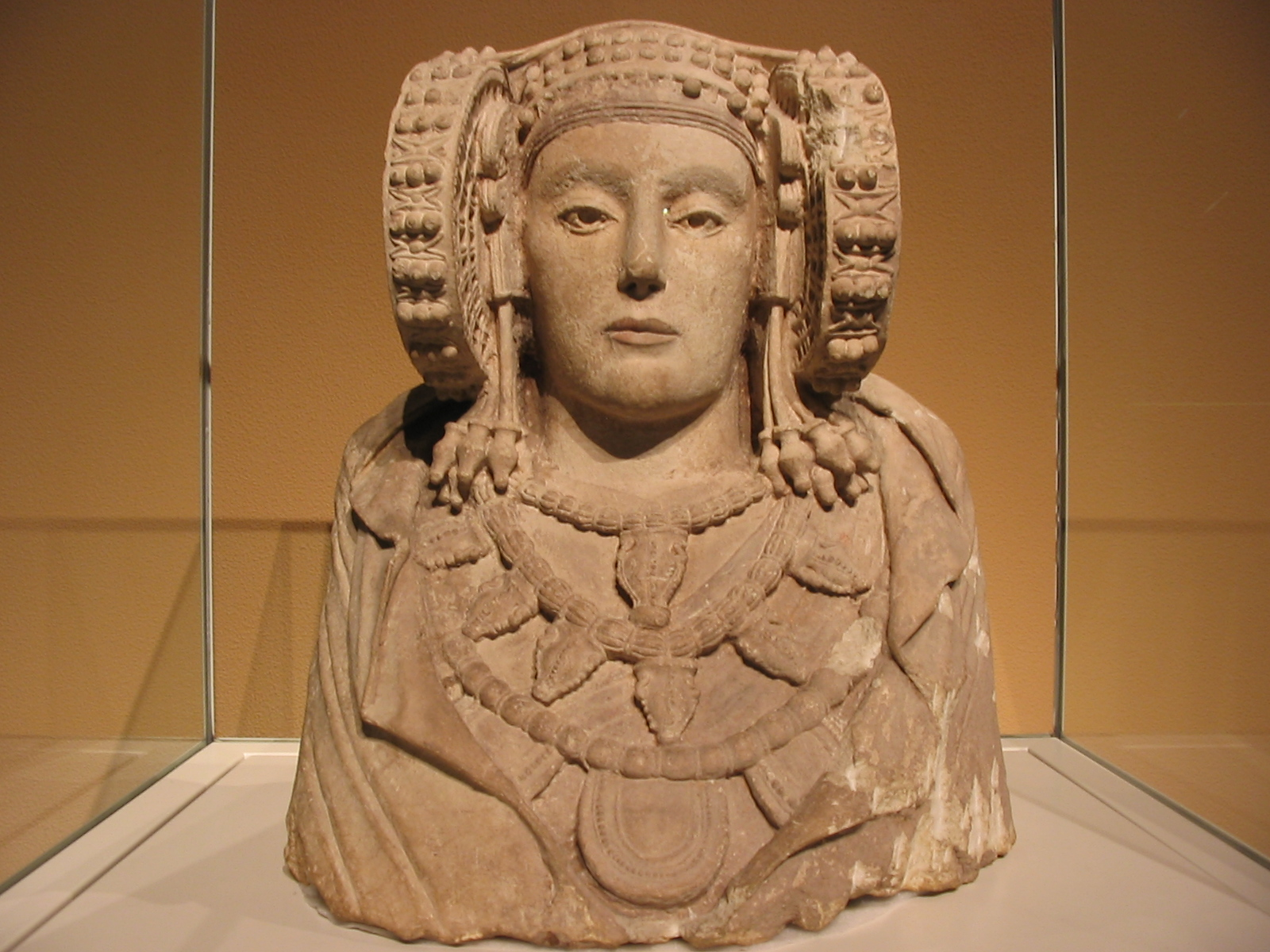
Dama de Elche

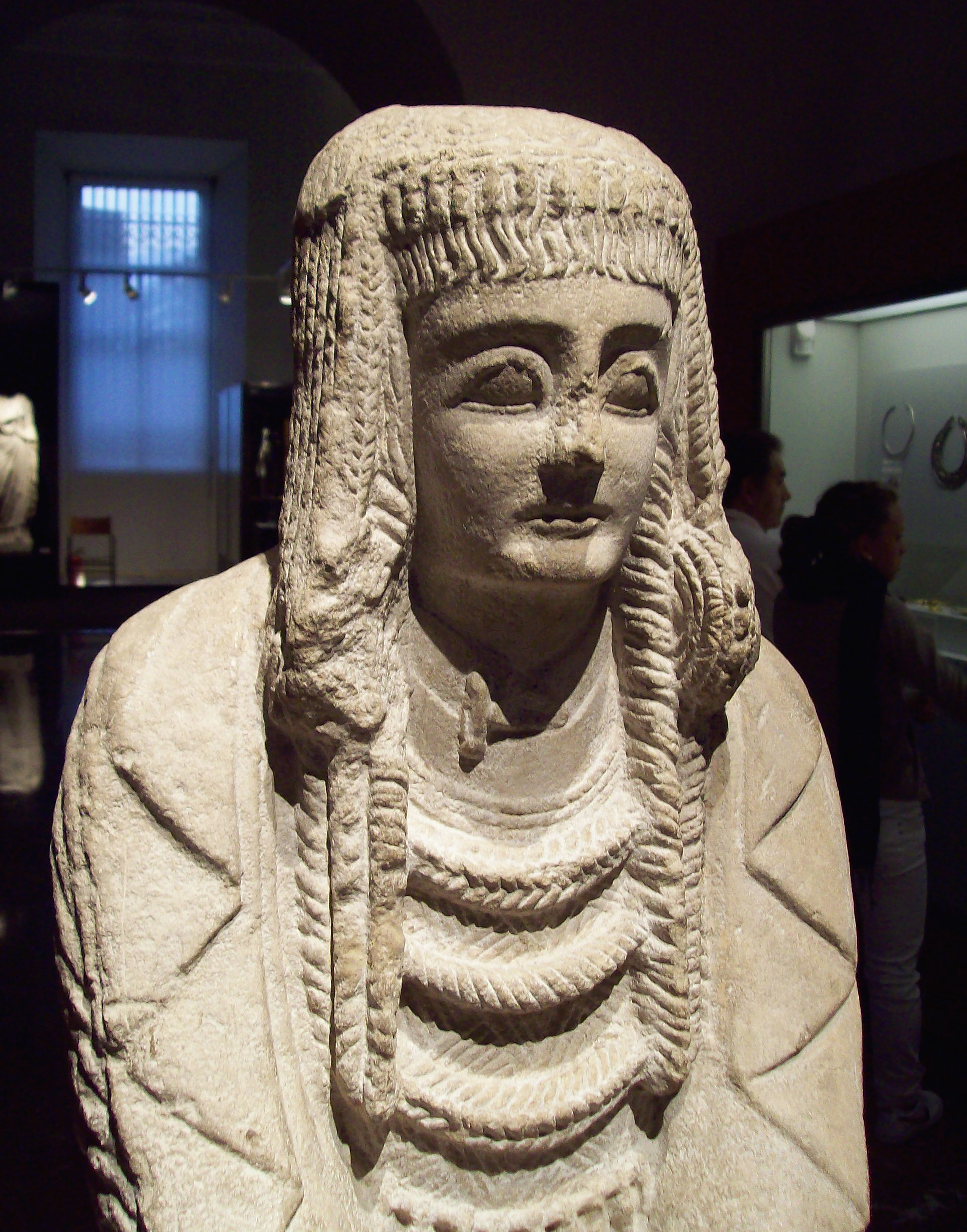
Dama del Cerro de los Santos

Als Dama (Plural Damas, deutsch Dame) werden groß- und kleinfigurige Frauendarstellungen der iberischen Kultur bezeichnet. Dabei handelt es sich um einen neuzeitlichen Begriff.

## Geschichte
Der Begriff wurde Ende des 19. Jahrhunderts von französischen Archäologen eingeführt. Dabei handelt es sich um weibliche Büsten sowie um stehende oder auf einem Thron sitzende Frauen, die eine Tracht aus mehreren übereinanderliegenden Tuniken und einem Mantel bzw. Überwurf tragen. Kennzeichnend ist der aufwendig ausgearbeitete Kopfschmuck, mit auffälligen radartigen Aufsätzen an beiden Kopfseiten.

## Beispiele
Das herausragendste Beispiel ist die Dama de Elche; weitere bekannte Exemplare sind die Dama de Guardamar, die Dama de Baza, die Dama del Cerro de los Santos oder die Dama de Galera. Alle genannten Skulpturen befinden sich im Museo Arqueológico Nacional in Madrid. Weniger bekannt und eher schlecht erhalten ist die Dama de Caudete im Archäologischen Museum von Villena.

## Bedeutung
Die damas wurden mit dem vor allem im Mittelmeerraum verbreiteten Kult der Muttergöttin in Verbindung gebracht, doch ist diesbezüglich vieles noch völlig unklar.